# Saud bin Abdul Muhsin Al Saud
Prinz Saud bin Abdul Muhsin bin Abdulaziz Al Saud (arabisch سعود بن عبد المحسن بن عبد العزيز آل سعود, DMG Saʿūd b. ʿAbd al-Muḥsin b. ʿAbd al-ʿAzīz Āl Saʿūd; * 1947) ist seit März 2021 saudi-arabischer Botschafter in Portugal und Angehöriger der saudischen Königsfamilie.

## Leben
Saud wurde 1947 als Sohn des ehemaligen Innenministers und Gouverneurs der Provinz Medina, Abdul Muhsin bin Abdulaziz, geboren. Sein Großvater väterlicherseits ist der Staatsgründer König Abdulaziz. Sein Neffe ist der 2015 im Libanon wegen Drogenschmuggel verhaftete Abdul Muhsin bin Walid.
Saud besuchte die Royal Military Academy Sandhurst und hat einen Abschluss in BWL. Von 1999 bis 2017 war er Gouverneur der Provinz Provinz Ha'il. Im März 2021 wurde er durch ein königliches Dekret zum Botschafter in Portugal ernannt.

## Familie
Saud war mindestens zweimal verheiratet. Aus seiner Ehe mit Hala Al Sheikh ist er Vater von zwei Söhnen und zwei Töchtern. Eine weitere Ehefrau ist seine Cousine Lulua bint Faisal, eine Tochter König Faisals. Seine Tochter Nuha ist mit seinem Cousin Abdulaziz bin Majid, dem ehemaligen Gouverneur der Provinz Medina, verheiratet.